# 板橋高校卒業式事件
板橋高校卒業式事件（いたばしこうこうそつぎょうしきじけん）は、2004年（平成16年）3月11日、東京都立板橋高等学校の卒業式に招かれた元教師が、週刊誌のコピーを配り、式での国歌斉唱の際に着席を呼びかけた行為と、校長らから退去させられることに抗議した行為が卒業式を妨げたとして威力業務妨害罪の容疑で起訴された事件。一審では有罪判決。被告人が控訴し、控訴審でも有罪判決。2011年（平成23年）7月7日、最高裁判所にて、有罪判決が確定する。

## 裁判までの経緯

### 被告人とされた元教師
元教師Aは、北海道白糠高等学校をはじめ東京都立向島商業高等学校など日本各地の高校で、社会科科目の高校教師をしていた。そして1995年（平成7年）4月から2002年（平成14年）3月まで、7年間に渡り東京都立板橋高等学校で社会科の教師をしていた。2001年（平成13年）4月から2002年（平成14年）3月まで1年生の生活指導担当を務めた後、同年3月末をもって定年退職する。
2004年（平成16年）3月11日、東京都立板橋高等学校卒業式に、来賓として招待される。卒業式開始前に、ビラ配りを理由に退去を命じられ、従うこととなる。

### 2004年度板橋高校卒業式
3月11日、東京都立板橋高等学校卒業式が行われる。TBSの『報道特集』のカメラクルーが取材にきていた。まだ、開始の宣言もなく、卒業生入場もなく、保護者出席者が談笑を続けていた最中、午前10時よりもしばらく前のことである。被告人弁護側は、開始20分前の出来事としている。元教師Aは、サンデー毎日3月7日号の「東京都教育委員会が強いる『寒寒とした光景』」のコピーを配布し、「今年の卒業式では、教員は国歌斉唱の際に起立しないと処分されます。ご理解願って、国歌斉唱のときできたら着席願います」と、保護者に呼びかけた。3分して、板橋高校教頭らが来て、元教師Aの行動をとがめ始める。元教師Aの主張によると、教頭が自ら元教師Aの腕をつかんできたとしている。「なぜ来賓を追い出すんだ。私は、卒業生が一年のときの生活指導担当だ！」と抗議するも、元教師Aは卒業式の会場から退去することとなる。
午前10時のはずの卒業式開始は、後に、校長側の主張では、5分遅れたこととされていて、東京地方裁判所の認定では2分の遅れとしている。開式の辞の直後の君が代斉唱の際、出席者の多くが着席し、卒業生の9割が着席したとの情報もある。校長および教頭が起立しない出席者に起立を指示したが、多くは従わなかった。来賓の東京都議会議員・土屋敬之も、立つよう声を荒らげた。卒業式自体は、全体としては清々粛々と行われた。卒業式終了直後、土屋はTBSの取材に対して、「立派な卒業式」だったとしている。

### 東京都議会
土屋敬之は、同年3月16日の東京都議会予算特別委員会で、板橋高校卒業式での「君が代斉唱着席拒否」を問題視し、法的措置を求めた。　東京都教育委員会の教育長の横山洋吉は、告訴する方針を固めたことを認める。

### 強制捜査へ
3月26日午前、威力業務妨害罪の疑いで、警視庁板橋署は、板橋高校に入り、校長らから事情聴取する。また、捜査員13人で、板橋高校構内での実況見分も行う。午後に、板橋高校より、威力業務妨害と建造物侵入の容疑で被害届が提出される。その後、卒業生や教員からも事情聴取がなされる。
5月21日　元教師Aの自宅に家宅捜索が入る。捜索令状が示され、「開けないと、ドアぶっ壊すぞ」との捜査員の怒号があったとされる。ビラ・ハガキなどが押収される。また5月31日に事情聴取のため出頭するようにという「呼び出し状」も出されるが、元教師Ａは拒否する。毎日新聞では、「『卒業式の混乱』を理由とした強制捜査は極めて異例」としている。7月1日に、『A先生を応援する会』より、『都立板橋高校 A先生を救おう』の署名活動がなされる。8月29日まで、その後、5回出頭要請がなされた。9月17日の事情聴取には、人定尋問以外は黙秘ということで、元教師Aは応じている。10月7日に、警視庁公安部から東京地方検察庁に書類送検される。

## 裁判および裁判闘争

### 第一審
2004年（平成16年）12月3日、東京地方検察庁は、東京地方裁判所に、威力業務妨害罪で元教師Aを、在宅のまま起訴する。事件番号は、威力業務妨害 平成16年刑(わ)第5086号 である。
起訴を受けて、12月18日に『都立板橋高校 A先生の無罪を求める署名』のホームページが立ち上げられる。翌日（12月19日）には、『A先生不当起訴抗議集会』が開かれ、集会アピールが採択される。
2005年（平成17年）4月21日、初公判が開かれる。検察側の起訴状朗読の後、弁護団は「起訴状の公訴事実が不明確」として、求釈明の申立を行う。弁護団は、公訴棄却申立を行う。
第2回公判は、5月12日に開かれた。第3回公判は、5月30日に開かれた。第4回公判は、6月21日に開かれた。公判は、回を重ねられ、12月1日には、第9回公判となっている。
被告人および弁護側は、元教師Aが人の意思を制圧するような力の行使を行っておらず「威力」に該当せず、元教師Aが卒業式開始15分前には退去させられていたということで業務妨害の結果は生ぜず、卒業式の妨害を意図した行為ではないので、威力業務妨害罪には当たらないと主張する。検察側証人には、卒業式出席の保護者はいなかった。当時の東京都教育委員会の指導主事が卒業式開始前からICレコーダーに収録していた録音が、検察側の証拠として提出された。この録音では、元教師Aの保護者への呼びかけが大きく収録され、「何で追い出すんだ」との元教師Fの抗議の声も入っていた。
2006年（平成18年）3月23日、検察側は、懲役8ヶ月の求刑を論告する。
同年5月30日、東京地方裁判所で、裁判長の村瀬均は、罰金20万円の判決を言い渡す。判決理由として、業務の妨害のおそれという理由での威力業務妨害罪の成立は認めるが、被告人の行為は卒業式妨害を目的としておらず、妨害を受けたのは短時間であり、卒業式は支障なく実施されたということであった。被告側は即日控訴する。

### 第二審
2007年（平成19年）10月2日に、控訴審第1回公判が開かれる。事件番号は、威力業務妨害 平成18年(う)第1859号 である。第2回公判が、11月20日に行われ、出席した保護者が出廷し、教頭の方が暴力的態度をとる一方で、元教師Aのビラ配り時の問いかけは穏当であり、威力には当たらないことを証言する。12月6日の第3回公判では早稲田大学教授で刑法学者の曽根威彦が証言台に立ち、「被告人の行為が威力業務妨害罪に当たらず、仮に当たったとしても、被告人の行為は違法性を欠き、 無罪となるべき行為であったことなどを主張する。被告人である元教師Ａも同日証言台に立ち、証言する。2008年（平成20年）3月13日最終弁論となる。
同年5月29日、東京高等裁判所で、須田まさる裁判長が控訴棄却の判決を下す。秋吉淳一郎、横山泰造の両裁判官との合議である。被告側は即日上告する。

### 上告審
2008年（平成20年）5月29日上告の手続きがとられた。事件番号は、威力業務妨害 平成20年(あ)第1132号 である。口頭弁論は、一切設けていないまま、判決となる。
2011年（平成23年）7月7日午後3時、最高裁判所第一小法廷で、桜井龍子裁判長が、上告棄却の判決を下す。罰金20万円の判決が確定する。判決理由で、「大声や怒号を発するなどして式の円滑な進行を妨げたことは明らかだ」としている。桜井龍子、宮川光治、金築誠志、横田尤孝、白木勇の、裁判官5人全員一致の判決である。弁護士出身の宮川光治は、「呼びかけ行為が校門前の道路などで行われるのであれば表現の自由として保障されるが、会場で式直前に行うのは許されない」と、補足意見を付け加えている。